# 札幌市立創成小学校
札幌市立創成小学校（さっぽろしりつ そうせいしょうがっこう）は、かつて北海道札幌市中央区南3条西7丁目にあった公立小学校。1871年に設置された資生館を起源とする「札幌で最も古い歴史をもつ学校」であったが、2004年に廃校となった。本項では、直接の前身である札幌市立中央創成小学校、札幌市立西創成小学校、およびそれらの共通の前身校についても述べる。

## 沿革

### 開校から2校分立まで（1871年-1896年）
- 1871年2月13日（明治3年12月24日） - 開拓使仮本陣[注釈 1]内（現・札幌市中央区南1条西1丁目）に仮学校開設[2][注釈 2]

- 1871年11-12月頃（明治4年10月） - 開拓使により資生館が開校、皇学・漢学の2科を教授（雨竜通[注釈 3]、現・北1条東1丁目）[3][注釈 4]
- 1872年12月（明治5年11月） - 教則を改め英語・漢学・数学・習字の4科を設け札幌学校に改称[4][注釈 5]
- 1875年（明治8年）8月 - 雨竜学校に改称[注釈 6]、英語・数学2科を廃し、概ね普通小学教則[注釈 7]に準拠する学校となる[5]
- 1876年（明治9年）5月4日 - 雨竜学校、札幌学校所轄となる[6][注釈 8]
- 1876年（明治9年）5月26日 - 移転、第一学校に改称（浜益通[注釈 3]、現・北1条西2丁目）[7][注釈 9][注釈 10]
- 1876年（明治9年）8月2日 - 札幌学校所轄を離れ[注釈 11]、公立第一小学校に改称[7][注釈 9][注釈 12]
  - 1880年（明治13年）10月 - 藻岩学校開校（檜山通[注釈 3]、現・南3条西7丁目）[8][注釈 13]
- 1881年（明治14年）7月 - 公立創成学校に改称[9][注釈 14]
- 1882年（明治15年）2月 - 開拓使廃止と札幌県設置に伴い県立創成学校に改称[10]、校内に仮師範学校を開設[11][注釈 15]
  - 1883年（明治16年）5月 - 仮師範学校が昇格して札幌県師範学校[注釈 16]となり、創成学校はその附属小学校となる[12][注釈 17]
- 1883年（明治16年）12月 - 札幌区に移管、公立創成小学校に改称[13][注釈 18]
- 1884年（明治17年）1月 - 札幌県師範学校附属小学校が新設され、創成小学校は附属を解除される[14][注釈 19]
  - 1885年（明治18年）2月10日 - 豊水学校開校[15]
  - 1886年（明治19年）4月 - 公立創成・藻岩学校・豊水学校の3校を合併して創成を本校とし、藻岩を第一分校、豊水を第二分校とする[16]
  - 1889年（明治22年）7月 - 札幌女子小学校開設、創成本校および各分校の女子児童を同校に移す。第一分校を廃止[17]
  - 1893年（明治26年）4月 - 第二分校独立して豊水小学校に改称[18]
- 1895年（明治28年）4月 - 創成尋常高等小学校に改称[19][注釈 20]
- 1896年（明治29年）11月28日 - 尋常科と高等科を分離[20]

### 2校分立時代（1896年-1965年）

#### 創成尋常小学校から中央創成小学校まで
- 1896年（明治29年）11月 - 創成尋常高等小学校を創成尋常小学校に改称（北1条西2丁目）[21][注釈 21]
  - 1897年（明治30年）5月3日 - 私立上守尋常小学校を第一分校とする（北8条西1丁目）[22][注釈 22]
  - 1901年（明治34年）4月 - 第一分校独立して北九条尋常小学校に改称[23][注釈 23]

- 1910年（明治43年）4月1日 - 高等科を併置し、中央創成尋常高等小学校に改称[24][25][注釈 24]
- 1931年（昭和6年）4月1日 - 高等科を分離し、中央創成尋常小学校に改称[26][注釈 25][注釈 26]
- 1941年（昭和16年）4月1日 - 国民学校令施行、中央創成国民学校に改称[27][注釈 27]
- 1947年（昭和22年）4月1日 - 学校教育法施行、札幌市立中央創成小学校に改称[28][注釈 28]
  - 1962年（昭和37年）4月 - 北海道札幌開成高等学校が中央創成小学校の空き教室を仮校舎として使用（翌年3月まで）[29]
  - 1963年（昭和38年）4月 - 北海道札幌南高等学校が中央創成小学校の空き教室を北校舎として使用（翌年3月まで）[29][注釈 29]
- 1965年（昭和40年）3月 - 閉校式挙行[30]

#### 創成高等小学校から西創成小学校まで
- 1896年（明治29年）11月28日 - 創成高等小学校を開校（南3条西7丁目、旧藻岩学校跡）[31][注釈 30]
- 1908年（明治41年）4月 - 尋常科を併置し、創成尋常高等小学校に改称[32][注釈 31]
- 1910年（明治43年）4月1日 - 西創成尋常高等小学校に改称[33][34][注釈 32]
- 1931年（昭和6年）4月1日 - 高等科を分離し、西創成尋常小学校に改称[26][注釈 25][注釈 33]
- 1941年（昭和16年）4月1日 - 国民学校令施行、西創成国民学校に改称[27][注釈 34]
  - 1941年（昭和16年）4月 - 1943（昭和18年）年3月 - 札幌市立商業学校が西創成国民学校校舎を夜間使用[35]
- 1947年（昭和22年）4月1日 - 学校教育法施行、札幌市立西創成小学校に改称[28][注釈 35]
  - 1951年（昭和26年）8月 - 曙小学校開校に伴い、児童の一部を移動[36]
- 1965年（昭和40年）3月 - 閉校式挙行[30]

### 再統合後（1965年-2004年）
- 1965年（昭和40年）4月 - 西創成・中央創成を統合し、札幌市立創成小学校開校[37][注釈 36]。旧中央創成小学校を仮校舎とする（北1条西2丁目）[30]
- 1965年（昭和40年）10月 - 新校舎に移転（南3条西7丁目、旧西創成小学校跡）[38]
- 1971年（昭和46年）10月26日 - 創建百年記念式典挙行[39][40]
- 2002年（平成14年）4月 - 札幌市立二条小学校内の仮校舎に移転（南2条西15丁目）[41]
- 2004年（平成16年）3月29日 - 閉校[42][43]
- 2004年（平成16年）4月 - 創成小学校、大通小学校、豊水小学校、曙小学校の4校を統合し、札幌市立資生館小学校が開校（南3条西7丁目）[44]

## 校歌

### 中央創成小学校校歌
作詞は石森和男（1860年 - 1916年、元・北海道師範学校教師）、作曲は玉川瓶也（生年不詳 - 1920年、当時北海道師範学校教師 ）によるもので、創成尋常小学校時代の1909年（明治42年）3月出願、同年4月8日認可された。当初の歌詞は次のとおり。
一方、戦後の資料には、1番の「御代の恵の露ふかく」を「菊のかおりのいや高く」に改め、4番を削除し、元の5番を4番に繰り上げたものが見られる。「札幌市立中央創成小学校の跡」の碑に刻まれた歌詞も同様で、作詞者・作曲者の後に「飯田広太郎加筆」と記してある。戦後に飯田広太郎（1894年 - 1954年、元・中央創成尋常小学校校長）が1番の冒頭を改作したとの証言がある。

### 西創成小学校校歌
札幌市西創成尋常小学校校歌として、1938年（昭和13年）に作られ、1939年（昭和14年）1月18日認可された。詞は複数名の委員の手によるもので、監修した加勢蔵太郎（1884年 - 1951年、当時札幌第一中学校校長）が名義上の作詞者となっている。 作曲は創成小学校出身の梁田貞。当初の歌詞は次のとおり。
戦後の「札幌市立西創成小学校校歌」では、2番の「勅畏み」が「教えまもりて」に書き換えられているが、誰が改作したかは不明。

### 創成小学校校歌
1965年（昭和40年）制定、宇野親美（1895年 - 1968年、元・北海道帝国大学予科長、1907年度の一時期創成高等小学校に在籍 ）作詞、渡部日出雄（生年不詳 - 1987年、当時創成小学校校長）作曲。同年10月26日の開校記念日に行われた新校舎落成記念式で披露された。冒頭の部分は、西創成小学校校歌のメロディを踏襲した形になっている。歌詞。

## 関係者

### 出身者
肩書の「元」は省略する。
- 阿部謙夫[66]（技官、実業家、1906年高等科2年修了[注釈 47]）- 北海道新聞社社長、北海道放送社長、創成小学校創建百年記念事業協賛会会長。 尋常科1‐2年時の同期に植村甲午郎がいた[67][68]。阿部良夫の弟。
- 阿部利雄[66]（経営学者、1904年高等科卒[注釈 48]） - 北海道産業学園理事長、北海道産業短期大学学長。
- 阿部良夫[69]（物理学者、新聞社社長、卒業年等不明[注釈 49]）- 北海タイムス社社長を務めるかたわら、北海道帝国大学で科学史の講義を担当。阿部謙夫の兄。
- 荒谷正雄[66]（指揮者、ヴァイオリニスト、1926年中央創成尋常科卒[70]）- 札幌交響楽団初代指揮者。楽団設立にあたり阿部謙夫に協力を要請。
- 伊志井寛[71]（俳優、1911年度中央創成尋常科退学[72][注釈 50]）- テレビドラマ『肝っ玉かあさん』に出演。
- 井上和雄[73]（時計技師、1942年中央創成卒[74]） - 札幌市時計台の保守点検を担当。

- 植村甲午郎[71]（官僚、財界人、1902年の尋常科2年修了まで在籍[67][注釈 51]）- 経済団体連合会会長、札幌オリンピック組織委員会会長。同期に阿部謙夫がいた[67][68]。

- おおば比呂司[66]（漫画家、1934年西創成尋常小卒[75]）- ホテイのやきとり缶詰、わかさいもなどのパッケージをデザイン。札幌市資料館に「おおば比呂司記念室」がある。
- 小笠原貞子[66]（政治家、1933年中央創成尋常小卒[76][注釈 52]）- 参議院議員、日本共産党副委員長。
- 奥田良三[66]（声楽家、1916年中央創成尋常科卒[77]）- ヒット曲に「城ヶ島の雨」（梁田貞作曲）がある。南部忠平とは幼稚園からの幼なじみで、「よく泣かされた」[78]という。
- 加藤進[66]（官僚、1915年中央創成尋常科卒[79]）- 会計検査院長。
- 工藤恒美[71]（漫画家、1946年西創成卒[80]） - 『ツッパラサール学園』で第27回文藝春秋漫画賞を受賞。
- 久保栄[81]（劇作家、小説家、1907年創成尋常小入学、1910年3月まで在籍[81]） - 代表作「火山灰地」「のぼり窯」。札幌市中央区南2条西8丁目に生誕地の表示板がある。本人は校名は出さず「記憶に誤りがなければ、雪のなかの小学校で、伊志井寛と同級」[82]と書いている。
- 久保信[83]（フィギュアスケート選手、1916年西創成尋常科卒[84]） - 第1回全日本フィギュアスケート選手権優勝。久保栄の弟。
- 倉井敏麿[85]（実業家、政治家、卒業年不明）- 新潟鐵工所社長、貴族院議員。
- 栗谷川平五郎[85]（ノルディックスキー選手、1921年中央創成尋常科卒[86]）- 1932年レークプラシッドオリンピック出場。
- 小菅正夫[87]（獣医師、1961年西創成卒[88]） - 旭川市旭山動物園園長、札幌市環境局参与（札幌市円山動物園担当）を歴任。
- 小林繁夫[89]（航空宇宙工学者、1940年中央創成卒[90]） - 東京大学名誉教授、日本航空宇宙学会会長。
- 斉藤昌子[91]（声楽家、1958年中央創成卒[92]） - 『おかあさんといっしょ』うたのおねえさん、二期会会員。
- 坂本直行[93][注釈 53][94]（画家、1919年中央創成尋常科卒[95]） - 六華亭の包装紙をデザイン。
- 佐々木酉二[85][注釈 54]（微生物学者、1921年西創成尋常科卒[96]）- 北海道大学名誉教授。
- 佐藤藤佐[85]（裁判官、検察官、1908年創成高等小卒[97]）- 検事総長。
- 島木健作[98]（小説家、1914年度西創成尋常科退学[99]） - 代表作「生活の探求」「赤蛙」。札幌市中央区北1条西10丁目に生誕地の表示板がある。
- 左右田一平[100]（俳優、1943年中央創成卒[101]） - テレビドラマ『新選組血風録』、用心棒シリーズ、映画『お葬式』などに出演。中谷一郎と同級。
- 内藤晋[85]（スピードスケート選手、1934年中央創成卒[102]） - 1951年世界スピード選手権500メートル優勝。冬季オリンピック日本代表選手に2度選ばれるが、戦争と自身の病気により出場機会を逃す。
- 中谷一郎[85]（俳優、1943年中央創成卒[101]）- テレビドラマ『水戸黄門』で風車の弥七役。左右田一平と同級。
- 中山周三[85]（歌人、1929年西創成尋常科卒[103]） - 短歌雑誌「原始林」編集発行人、藤女子大学教授。
- 南部忠平[85]（陸上競技選手、1917年中央創成尋常科卒[104]、1919年中央創成高等科卒[95]）- 1932年ロサンゼルスオリンピック三段跳金メダリスト。奥田良三とは幼稚園からの幼なじみで、「大の仲よし」[105]だったという。
- 西尾長光[106]（実業家、1941年中央創成卒[107]） - 北の誉酒造社長、セイコーマート社長、札幌商工会議所会頭。
- 西田順子[85]（陸上競技選手、1928年西創成尋常科卒[108]）- 1936年ベルリンオリンピック走高跳出場、当時西創成訓導[109]。
- 半澤洵[110]（微生物学者、1892年高等科卒[111][注釈 55]）- 北海道大学名誉教授、納豆菌の研究。
- 平沢貞通[112]（画家、1905年度創成高等小在籍[113][注釈 56]）- 帝銀事件の犯人とされ死刑判決が確定するが、執行も釈放もされず獄死。
- 藤村操（旧制一高学生、推定1898年創成尋常小卒[注釈 57]）- 華厳滝で投身自殺し、遺書「巌頭之感」が社会的反響を呼ぶ。
- 船山馨[85]（小説家、1926年西創成尋常科卒[114]）- 代表作「石狩平野」「お登勢」。札幌市中央区大通西8丁目に生誕地の表示板がある。
- 古市二郎[115]（物理学者、1922年西創成尋常科卒[116]）- 北海道大学学長。
- 町村金五[71]（官僚、政治家、1907年創成尋常小入学、1910年まで在籍[117][注釈 58]）- 警視総監、衆議院議員、北海道知事、参議院議員、自治大臣。町村敬貴の弟。
- 町村敬貴[115]（酪農家、政治家、1895年高等科2年修了[118][注釈 59]）- まちむら農場創業者、貴族院議員、参議院議員。町村金五の兄。
- 松島正幸[119]（洋画家、1922年西創成尋常科卒[120]、1924年西創成高等科卒[121][注釈 60]） - 「ハルビンの歩道」「札幌雪日」など風景画を多く残す。
- 松本秋男[85]（工学者、1921年中央創成尋常科卒[86]）- 北海道大学名誉教授、北見工業大学学長。
- 三岸好太郎[122]（洋画家、1909年西創成入学、1911年まで在籍[122][注釈 61]） - 北海道知事公館敷地内に北海道立三岸好太郎美術館がある。
- 宮崎吉政[123]（ジャーナリスト、政治評論家、1928年中央創成尋常科卒[124]） - 読売新聞経済部・政治部記者、論説委員。退社後は評論家。
- 村中孝次[125]（軍人、1916年西創成尋常科卒[注釈 62]） - 二・二六事件の首謀者の一人。
- 室谷賢治郎[115]（経営学者、1912年中央創成尋常科卒[126]）- 札幌商科大学学長。
- 梁田貞[127]（作曲家、1891年尋常科入学[128][注釈 63]）- 代表作「城ヶ島の雨」（奥田良三の歌でヒット）、「どんぐりころころ」。西創成小学校校歌を作曲[55]。資生館小学校敷地（創成小学校跡地）に記念碑がある。
- 山田忍[115]（農学者、1916年中央創成尋常科卒[77]）- 帯広畜産大学名誉教授。
- 若林彊[115]（実業家、1921年西創成尋常科卒[96]） - 東北電力社長、会長。

### 教職員
- 大庭恭平 - 資生館長[129]。元は会津藩士だが尊王攘夷運動に加担、足利三代木像梟首事件に関与。
- 調所広丈 - 公立第一小、公立創成、県立創成校長（1876年8月‐1882年2月）[130]。札幌農学校長との兼任。
- 西田順子 - 西創成訓導として在職中に1936年ベルリンオリンピック走高跳出場[109]。
- 森源三 - 雨竜学校、第一学校長（1875年10月-1876年8月）[131]。のち札幌農学校長、衆議院議員を歴任。
- 若木勝蔵 - 中央創成校長（1940年4月-1946年10月）[132]、西創成校長（1946年10月-1947年4月）[133]歴任後、第1回参議院議員通常選挙に出馬、当選[134]。

## 記念碑

### 梁田貞音楽碑

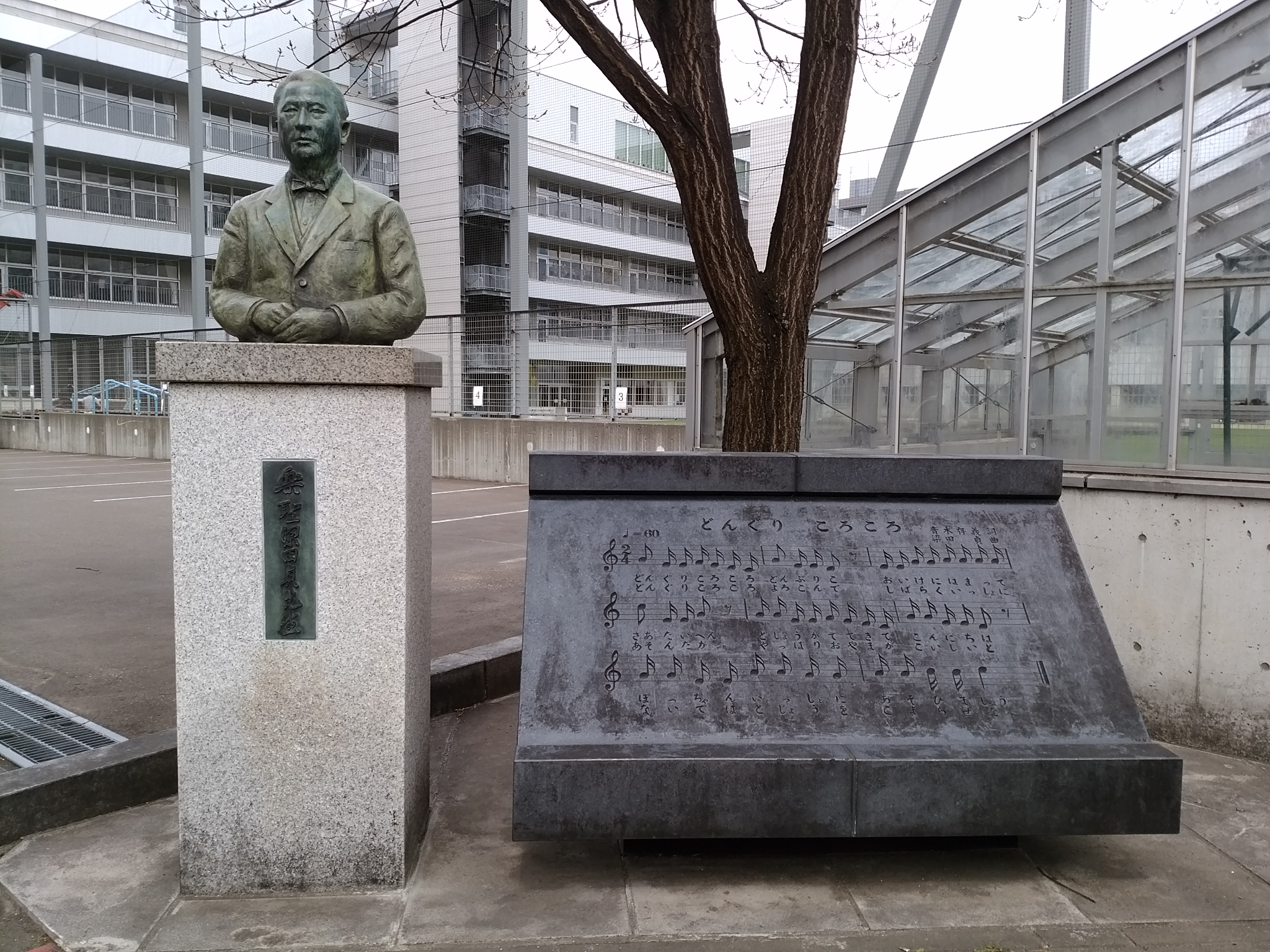
札幌市立資生館小学校敷地にある梁田貞音楽碑

この学校出身の作曲家・梁田貞を記念し、1968年、当時の創成小校庭内（東側正門のやや北側）に胸像（梁田の東京府立第五中学校での教え子である安田周三郎が制作）と代表作「どんぐりころころ」の楽譜を刻んだ碑が建てられ、梁田の命日である5月9日に除幕式が行われた。胸像の台座正面の銘板には小原國芳が揮毫した「楽聖梁田貞先生像」の題字、梁田から見て右側面の銘板には、同じく小原國芳による頌詞、楽譜碑裏面の銘板には「梁田貞先生年譜」が記されている。後に、碑のそばにドングリ（アカナラ）の木が植えられた。旧校舎から資生館小学校への改築に伴い移設され、現在は敷地の南西角（南4条西7丁目）にある。

### 「札幌市立中央創成小学校の跡」の碑

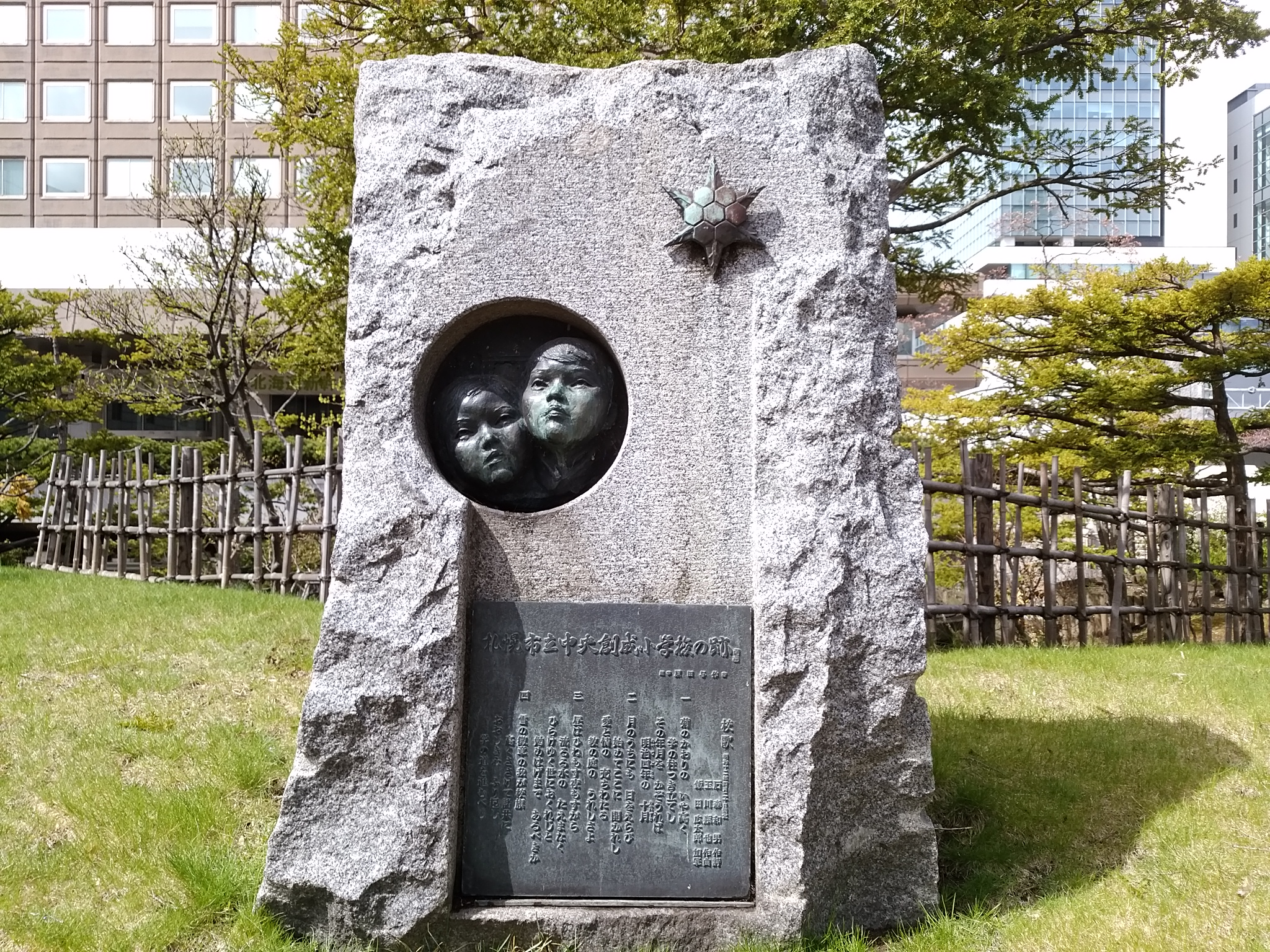
札幌市役所敷地にある札幌市立中央創成小学校の跡の碑

旧中央創成小学校の跡地である札幌市役所敷地の南東角（大通西2丁目）に記念碑が建てられ、1972年4月21日に除幕された。坂坦道作品。校章と児童の顔のレリーフを埋め込み、銘板に原田與作揮毫の「札幌市立中央創成小学校の跡」の題字と、校歌の歌詞が刻まれている。校歌の制定日を「明治12年4月20日」と記している。これは、「明治42年4月20日」とすべきところを、レリーフ制作の際に誤って漢数字の「四」を落としたとの証言がある。また、この碑のそばには同校の卒業生が植樹した2本のイタヤカエデと、「中央創成小学校 大十会 昭和46年11月もみじ2本植樹」と書かれた石標がある。

## クラブ活動

### 合唱クラブのNコン2連覇
1971年の開校百周年記念行事として、10月21日にはこの学校出身の歌手・奥田良三を迎えての音楽会、10月26日には創建百年記念式典が開かれたが、この2つの行事に前後を挟まれた10月24日、合唱クラブがNHK全国学校音楽コンクール小学校の部で最優秀校となった。指導に当たっていた松坂哲夫教諭は「だれが仕組んだのかと疑うほどのタイミングだった」と書いている。翌1972年も同コンクールで最優秀校となり、2連覇を果たした。

## 通学区域
札幌市中央区
- 大通東1丁目、西1-7丁目
- 南1条東1丁目、西1-7丁目
- 南2条東1丁目、西1-8丁目
- 南3条東1丁目、西1-10丁目（ただし西10丁目は南3条通以南）
- 南4条東1丁目、西1-10丁目（ただし西1-4丁目は南4条通以北）
- 南5条西5-10丁目
- 南6条西5-10丁目
- 南7条西6-10丁目
- 北1条西1-7丁目
- 北2条西1-7丁目
- 北3条西1-7丁目
- 北4条西1-7丁目
- 北5条西1-7丁目

## 進学先中学校
※閉校時
- 札幌市立中島中学校
- 札幌市立中央中学校